# España en los Juegos Paralímpicos de Barcelona 1992
España estuvo representada en los Juegos Paralímpicos de Barcelona 1992 por un total de 233 deportistas, 167 hombres y 66 mujeres.

## Medallistas
El equipo paralímpico español obtuvo las siguientes medallas:
| Nombre                                                                        | Deporte                    | Evento                              |
| ----------------------------------------------------------------------------- | -------------------------- | ----------------------------------- |
| Oro                                                                           |                            |                                     |
| Purificación Santamarta                                                       | Atletismo                  | 100 m B1 femenino                   |
| Purificación Santamarta                                                       | Atletismo                  | 200 m B1 femenino                   |
| Purificación Santamarta                                                       | Atletismo                  | 400 m B1 femenino                   |
| Purificación Santamarta                                                       | Atletismo                  | 800 m B1 femenino                   |
| Purificación Ortiz                                                            | Atletismo                  | Salto de longitud B1 femenino       |
| José Javier Conde                                                             | Atletismo                  | 800 m TS4 masculino                 |
| José Javier Conde                                                             | Atletismo                  | 1500 m TS4 masculino                |
| José Javier Conde                                                             | Atletismo                  | 5000 m TS4 masculino                |
| José Javier Conde                                                             | Atletismo                  | 10000 m TS4 masculino               |
| Marcelino Paz                                                                 | Atletismo                  | 100 m B2 masculino                  |
| Marcelino Paz                                                                 | Atletismo                  | 200 m B2 masculino                  |
| Julio Requena                                                                 | Atletismo                  | 100 m B1 masculino                  |
| Mariano Ruiz                                                                  | Atletismo                  | 5000 m B2 masculino                 |
| Jorge Núñez Marcelino Paz Juan Antonio Prieto Julio Requena                   | Atletismo                  | 4 × 100 m B1-B3 masculino           |
| Juan Antonio Prieto Enrique Sánchez-Guijo José Antonio Sánchez Sergio Sánchez | Atletismo                  | 4 × 400 m B1-B3 masculino           |
| Alfonso Fidalgo                                                               | Atletismo                  | Disco B1 masculino                  |
| Alfonso Fidalgo                                                               | Atletismo                  | Peso B1 masculino                   |
| Alejo Vélez                                                                   | Atletismo                  | Salto de altura B2 masculino        |
| Rubén Álvarez                                                                 | Atletismo                  | Salto de longitud J4 masculino      |
| José Manuel Rodríguez                                                         | Atletismo                  | Triple salto B1 masculino           |
| Juan Viedma                                                                   | Atletismo                  | Triple salto B2 masculino           |
| Jorge Mendoza                                                                 | Atletismo                  | Jabalina B1 masculino               |
| Antonio Cid                                                                   | Bochas                     | Individual C1 mixto                 |
| Antonio Cid Manuel Fernández Daniel Outeiro Juan Tellechea                    | Bochas                     | Equipo C1-C2 mixto                  |
| María Belén Pérez                                                             | Ciclismo en ruta           | Ruta tándem clase abierta mixto     |
| Francisca Bazalo                                                              | Esgrima en silla de ruedas | Espada individual 3-4 femenino      |
| Aranzazu González                                                             | Natación                   | 50 m espalda S3-4 femenino          |
| Aranzazu González                                                             | Natación                   | 50 m libre S3-4 femenino            |
| Aranzazu González                                                             | Natación                   | 100 m libre S3-4 femenino           |
| Sonia Guirado                                                                 | Natación                   | 50 m espalda S2 femenino            |
| Begoña Reina                                                                  | Natación                   | 100 m braza SB9 femenino            |
| Laura Tramuns                                                                 | Natación                   | 100 m mariposa S8 femenino          |
| Roger Vial Jesús Iglesias Juan José Fuertes Javier Torres                     | Natación                   | 4 × 50 m libre S1-6 masculino       |
| Juan Damián Matos                                                             | Judo                       | –65 kg masculino                    |
| Plata                                                                         |                            |                                     |
| Purificación Ortiz                                                            | Atletismo                  | 100 m B1 femenino                   |
| Magda Amo                                                                     | Atletismo                  | Salto de longitud B2 femenino       |
| José Antonio Sánchez                                                          | Atletismo                  | 400 m B2 masculino                  |
| José Antonio Sánchez                                                          | Atletismo                  | 800 m B2 masculino                  |
| Julio Requena                                                                 | Atletismo                  | 200 m B1 masculino                  |
| Juan Antonio Prieto                                                           | Atletismo                  | Pentatlón B2 masculino              |
| Juan Viedma                                                                   | Atletismo                  | Salto de longitud B2 masculino      |
| Javier Salmerón                                                               | Atletismo                  | 400 m C8 masculino                  |
| Julián Galilea José Manuel González Marcelino Saavedra Javier Salmerón        | Atletismo                  | 4 × 100 m C5-8 masculino            |
| Ángel Marín                                                                   | Atletismo                  | 10000 m TS4 masculino               |
| José Ortiz                                                                    | Atletismo                  | Maratón B2 masculino                |
| Juan Carlos Prieto                                                            | Atletismo                  | Salto de altura B2 masculino        |
| Andrés Martínez                                                               | Atletismo                  | Peso B1 masculino                   |
| José Manuel Abal                                                              | Atletismo                  | Pentatlón PW3-4 masculino           |
| María Paz Monserrat                                                           | Natación                   | 50 m espalda S3-4 femenino          |
| María Paz Monserrat                                                           | Natación                   | 50 m libre S3-4 femenino            |
| Regina Cachán                                                                 | Natación                   | 50 m braza SB2 femenino             |
| Regina Cachán                                                                 | Natación                   | 50 m mariposa S3-4 femenino         |
| Silvia Vives                                                                  | Natación                   | 100 m mariposa S8 femenino          |
| Ana Belén Bernardo                                                            | Natación                   | 100 m mariposa S10 femenino         |
| Pablo Corral                                                                  | Natación                   | 50 m libre B2 masculino             |
| Pablo Corral                                                                  | Natación                   | 100 m libre B2 masculino            |
| Javier Torres                                                                 | Natación                   | 150 m estilos SM4 masculino         |
| Jesús Iglesias                                                                | Natación                   | 50 m libre S6 masculino             |
| Jordi Pascual                                                                 | Natación                   | 50 m libre S3 masculino             |
| Pau Marc Muñoz                                                                | Natación                   | 100 m libre S4 masculino            |
| Juan Diego Gil                                                                | Natación                   | 200 m espalda B2 masculino          |
| Jesús Iglesias Juan Carlos Castañé Juan José Fuertes Javier Torres            | Natación                   | 4 × 50 m estilos S1-6 masculino     |
| Luis Salgado                                                                  | Tiro                       | Pistola deportiva SH1-3 mixto       |
| José Fernández José Luis Hermosín Antonio Rebollo                             | Tiro con arco              | Equipo clase abierta masculino      |
| Mario Talavera                                                                | Judo                       | –71 kg masculino                    |
| Bronce                                                                        |                            |                                     |
| Beatriz Mendoza                                                               | Atletismo                  | 100 m B2 femenino                   |
| Beatriz Mendoza                                                               | Atletismo                  | 200 m B2 femenino                   |
| Purificación Ortiz                                                            | Atletismo                  | 200 m B1 femenino                   |
| Maite Espinosa                                                                | Atletismo                  | 1500 m B1 femenino                  |
| Ana María López                                                               | Atletismo                  | Salto de longitud B2 femenino       |
| José Manuel Rodríguez                                                         | Atletismo                  | 100 m B1 masculino                  |
| José Manuel González                                                          | Atletismo                  | 200 m C8 masculino                  |
| José Manuel González                                                          | Atletismo                  | 400 m C8 masculino                  |
| José Antonio Sánchez                                                          | Atletismo                  | 1500 m B2 masculino                 |
| Rubén Álvarez                                                                 | Atletismo                  | Triple salto J3-4 masculino         |
| Ángel Marín                                                                   | Atletismo                  | 5000 m TS4 masculino                |
| Jorge Mendoza                                                                 | Atletismo                  | Pentatlón B1 masculino              |
| José Antonio García                                                           | Ciclismo en ruta           | Ruta LC1 masculino                  |
| Miguel Ángel Pérez                                                            | Ciclismo en ruta           | Ruta LC3 masculino                  |
| Juan Carlos Molina                                                            | Ciclismo en ruta           | Ruta tándem clase abierta masculino |
| Gema Hassen-Bey                                                               | Esgrima en silla de ruedas | Espada individual 2 femenino        |
| Francisca Bazalo Gema Hassen-Bey María Cristina Pérez                         | Esgrima en silla de ruedas | Espada por equipos femenino         |
| Sonia Guirado                                                                 | Natación                   | 50 m libre S2 femenino              |
| Sonia Guirado                                                                 | Natación                   | 100 m libre S2 femenino             |
| Ana Belén Bernardo                                                            | Natación                   | 400 m libre S10 femenino            |
| María Paz Monserrat                                                           | Natación                   | 100 m libre S3-4 femenino           |
| Ana Martín                                                                    | Natación                   | 100 m braza SB4 femenino            |
| Tania Cerdá Begoña Reina Ana Belén Bernardo Silvia Vives                      | Natación                   | 4 × 100 m estilos S7-10 femenino    |
| Jesús Iglesias                                                                | Natación                   | 50 m mariposa S6 masculino          |
| Jesús Iglesias                                                                | Natación                   | 100 m libre S6 masculino            |
| Jesús Iglesias                                                                | Natación                   | 200 m libre S6 masculino            |
| Javier Torres                                                                 | Natación                   | 50 m mariposa S5 masculino          |
| Javier Torres                                                                 | Natación                   | 100 m braza SB3 masculino           |
| Pablo Corral                                                                  | Natación                   | 100 m mariposa B1-2 masculino       |
| Pablo Corral                                                                  | Natación                   | 200 m estilos B2 masculino          |
| Jordi Pascual                                                                 | Natación                   | 100 m libre S3 masculino            |
| Jordi Pascual                                                                 | Natación                   | 150 m estilos SM3 masculino         |
| José Pedrajas                                                                 | Natación                   | 100 m braza B2 masculino            |
| José Pedrajas                                                                 | Natación                   | 200 m braza B2 masculino            |
| Roger Vial                                                                    | Natación                   | 200 m estilos SM6 masculino         |
| Pau Marc Muñoz                                                                | Natación                   | 50 m libre S4 masculino             |
| Juan Carlos Castañé                                                           | Natación                   | 100 m braza SB6 masculino           |
| Jordi Marí Espuny                                                             | Natación                   | 100 m braza B1 masculino            |
| Daniel Llambrich                                                              | Natación                   | 400 m libre B2 masculino            |
| Enrique Agudo                                                                 | Tenis de mesa              | Individual 10 masculino             |
| Enrique Agudo                                                                 | Tenis de mesa              | Clase abierta 6-10 masculino        |
| Manuel Robles                                                                 | Tenis de mesa              | Individual 5 masculino              |